# Allianz Global Assistance
Allianz Global Assistance is een internationale reisverzekeraar en hulpverlener; directe dochteronderneming van de Allianz group, met het hoofdkantoor in München. De Nederlandse vestiging bevindt zich in Amsterdam; de Belgische in Brussel. Voor 15 november 2008 heette het bedrijf Elvia Reisverzekeringen, en van 2008-2012 Mondial Assistance.
De groep is internationaal marktleider op het gebied van hulpverlening, reisverzekeringen en dienstverlening. Wereldwijd maken meer dan 250 miljoen mensen gebruik van de diensten van de groep. Elk uur worden in de wereld 2.800 mensen door Allianz Global Assistance geholpen.

## Alarmcentrales
Allianz Global Assistance biedt wereldwijde hulp en zorg. Het bedrijf heeft 28 alarmcentrales in alle delen van de wereld. Er werken ongeveer 13.000 medewerkers in 34 landen verdeeld over vijf continenten. Zij maken gebruik van een wereldwijd netwerk van 400.000 dienstverleners in 240 landen. In 2013 heeft de groep 53 miljoen telefoontjes aangenomen en in totaal 22 miljoen dossiers afgehandeld. De groep werkt, vaak onder private label, onder andere voor (zorg)verzekeraars, reisagenten, automerken en financiële dienstverleners.

## In Nederland
In Nederland biedt Allianz Global Assistance onder eigen naam verschillende soorten reisverzekeringen en pechhulp.
Het bedrijf verzorgt in Nederland de medische hulpverlening voor meer dan 3,5 miljoen Nederlanders en de voertuighulpverlening voor ruim 1,9 miljoen auto’s. De Alarmcentrale is tevens het Landelijk Centraal Meldpunt (LCM), wat inhoudt dat zij nauw samenwerkt met het Korps landelijke politiediensten en Rijkswaterstaat om de Nederlandse snelwegen begaanbaar te houden.